# Lista de canções digitais número um nos Estados Unidos em 2012

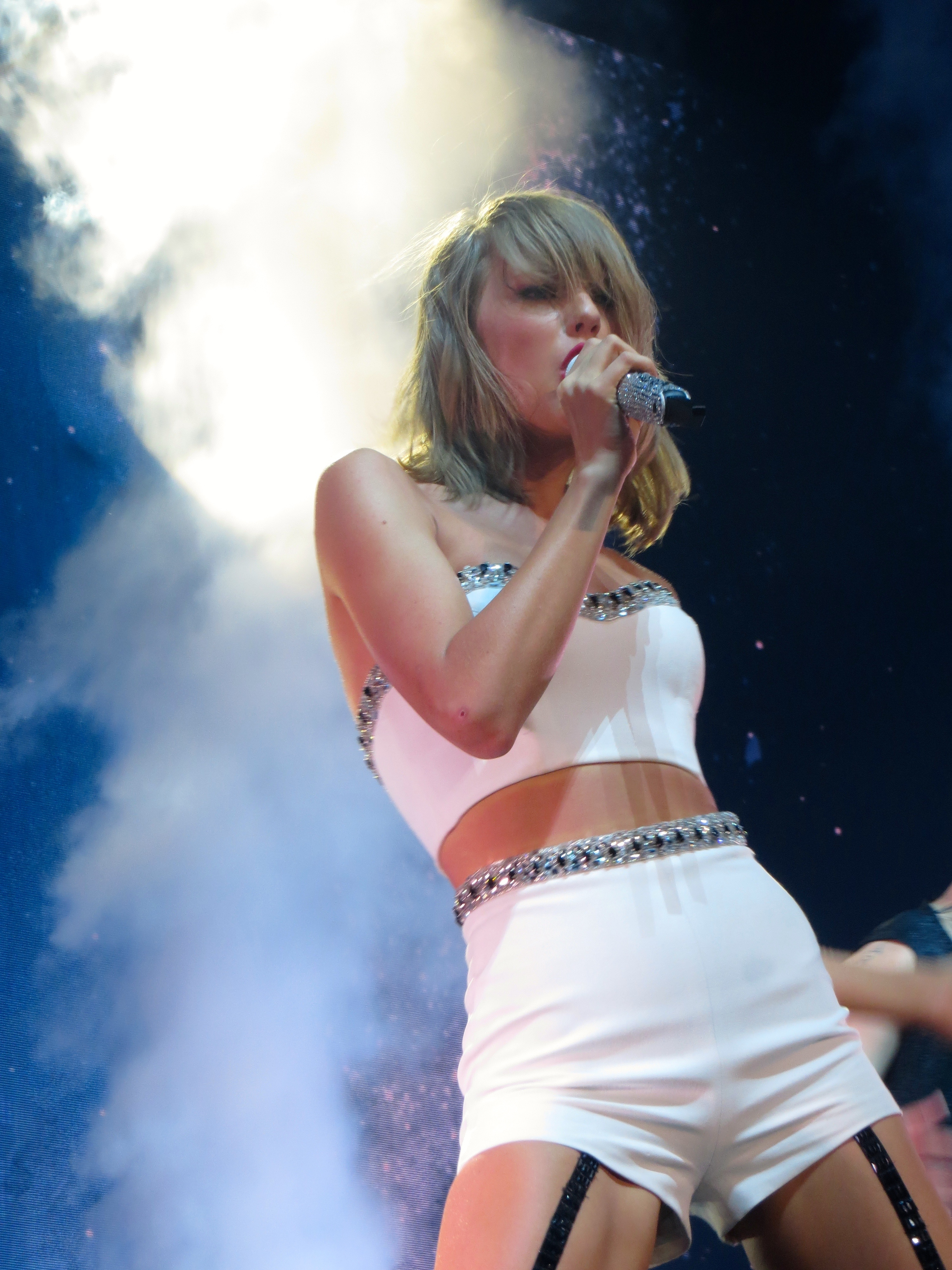
Taylor Swift foi o grande destaque de 2012. "We Are Never Ever Getting Back Together" quebrou os recordes de maior venda semanal e maior estreia, ambos por uma artista feminina. Ademais, "I Knew You Were Trouble" fez dela a única artista a vender mais de 400 mil exemplares na primeira semana de dois singles diferentes.

A seguir apresenta-se a lista das canções digitais que alcançaram o número um nos Estados Unidos no ano de 2012. A Digital Songs é uma tabela musical que classifica os singles mais vendidos em lojas digitais nos Estados Unidos, publicada semanalmente pela revista Billboard com os seus dados recolhidos pelo sistema de mediação de vendas Nielsen SoundScan. Embora tenha iniciado a fazer controle das vendas de canções na semana de 30 de Outubro de 2004, foi oficialmente introduzida como uma tabela musical na semana de 22 de Janeiro de 2005, fundindo todas as versões de uma canção vendida por distribuidores digitais. Os seus dados foram incorporados na Hot 100 três semanas depois e mais tarde em várias outras tabelas musicais, devido ao aumento dramático de vendas em lojas digitais ao contrário de lojas físicas. Em 2012, 21 canções atingiram o primeiro posto da tabela. Embora tenha liderado por duas semanas, trazendo o seu total para cinco semanas, uma vigésima segunda, "Sexy and I Know It" da banda LMFAO, iniciou a sua corrida no topo no ano anterior e foi, portanto, excluída.
Doze artistas conseguiram alcançar a primeira posição da Hot Digital Songs pela primeira vez, quer em obras nas quais foram creditados como artistas principais ou convidados. Eles são: Justin Bieber, fun., Gotye, David Guetta, Wiz Khalifa, Carly Rae Jepsen, Kimbra, Nicki Minaj, Janelle Monáe, Jason Mraz, One Direction, Phillip Phillips e PSY. Com oito semanas consecutivas, "Call Me Maybe" de Carly Rae Jepsen foi o tema que por mais tempo ocupou a primeira posição. Outra canção que ocupou o primeiro lugar por um tempo longo foi "We Are Young" da banda fun. com participação de Monáe, com sete semanas não consecutivas. A maior venda semanal do ano, bem como a maior estreia, pertence à "We Are Never Ever Getting Back Together" de Taylor Swift, que moveu 623 mil exemplares ao longo da sua segunda semana de disponibilidade. A façanha de Swift quebrou os recordes de maior unidade de vendas por uma artista feminina, estabelecido por "Tik Tok" (2010) de Kesha, e maior estreia por uma artista feminina, estabelecida por "Born This Way" (2011) de Lady Gaga. Além disso, "I Knew You Were Trouble.", outra canção de Swift, fez dela a única artista a estrear com um número de vendas superior a 400 mil por duas vezes. No total, Swift posicionou mais singles no número um do que qualquer outro artista em um ano: três, igualando o recorde estabelecido por Katy Perry em 2010.
"Boyfriend" rendeu a Bieber a quarta maior venda semanal de sempre (521 mil unidades), enquanto "Payphone" rendeu aos Maroon 5 o recorde de maior venda semanal por uma banda (493 mil exemplares). O single mais vendido foi "Somebody That I Used to Know", registando cerca de 6,72 milhões de cópias vendidas e recebendo o certificado de disco de platina por seis vezes pela Recording Industry Association of America (RIAA). "Call Me Maybe" vem em segundo lugar, com 6,28 milhões de unidades e o mesmo certificado. "Home" rendeu a Phillip Phillips a segunda maior estreia por um ex-participante do American Idol (278 mil unidades), perdendo apenas para "My Life Would Suck Without You" de Kelly Clarkson (280 mil unidades).
Com "Diamonds", Rihanna alargou o seu recorde de maior número de singles na primeira posição para doze, bem como o de artista com o maior total de semanas no primeiro posto para 32. Katy Perry, além de ter posicionado duas canções no primeiro posto, conseguiu os mesmos feitos, estendendo o seu número de canções para oito e semanas para 28. Com "Set Fire to the Rain", Adele tornou-se na primeira artista a posicionar três singles consecutivos no primeiro lugar. Com seis semanas consecutivas, "We Are Young" tornou-se a primeira canção a registar um número de vendas superior a 300 mil por semanas múltiplas desde "Love the Way You Lie" (2010), de Eminem com participação de Rihanna. Saltando do 66.° posto para o primeiro, "Scream and Shout" quebrou o recorde de maior salto para a primeira colocação, título que pertencia a "Break Your Heart" (2010) de Taio Cruz.

## Histórico
- As vendas estão dispostas em milhares.

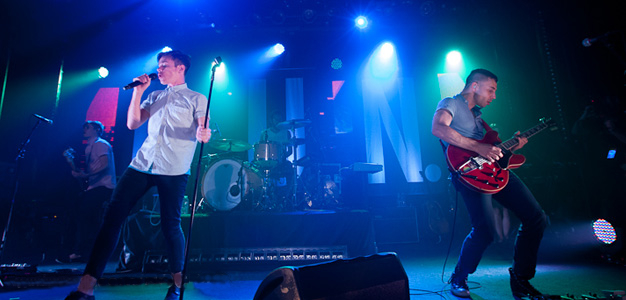
Com seis semanas consecutivas, "We Are Young" tornou-se a primeira canção a registar um número de vendas superior a 300 mil por semanas múltiplas desde 2010.

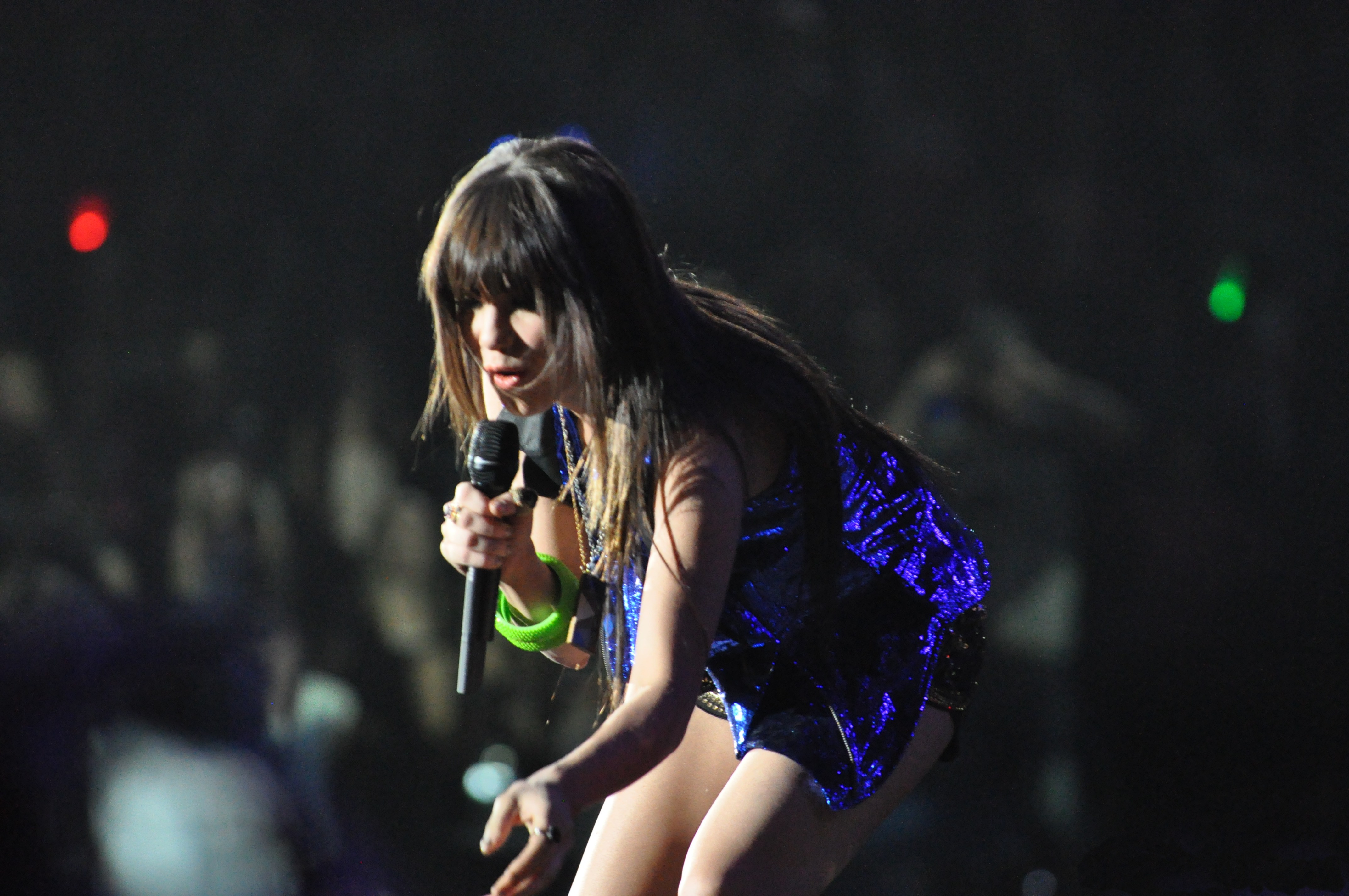
"Call Me Maybe" foi a primeira canção de Carly Rae Jepsen a atingir o cume da Hot Digital Songs. Não obstante, foi a que por mais tempo ocupou o topo da mesma em 2012.

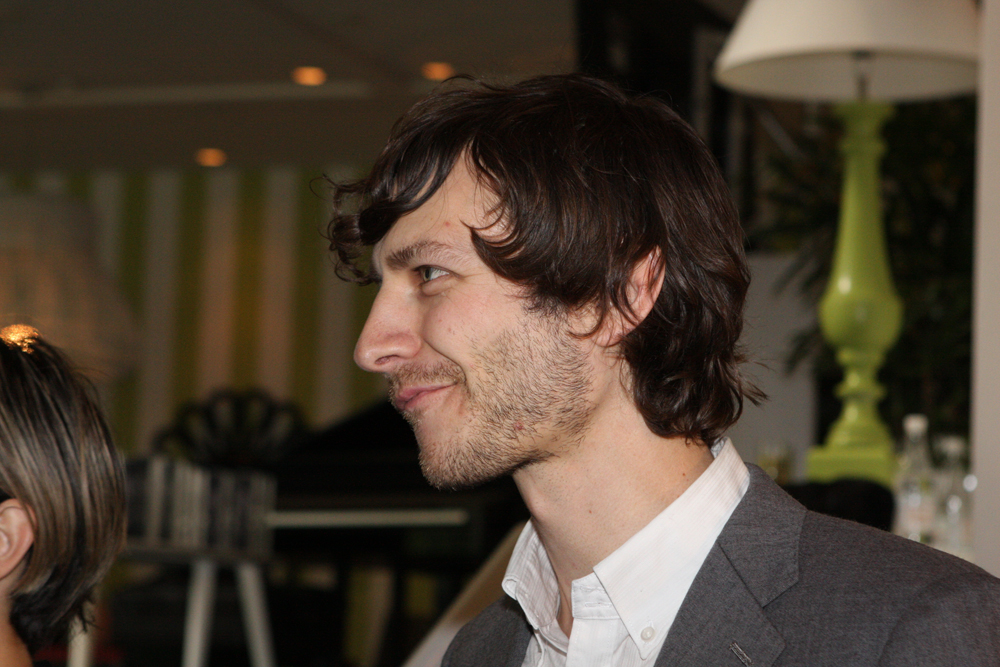
O tema mais vendido do ano, "Somebody That I Used to Know", foi o primeiro de ambos cantores Gotye (imagem) e Kimbra a atingir o primeiro posto da tabela.

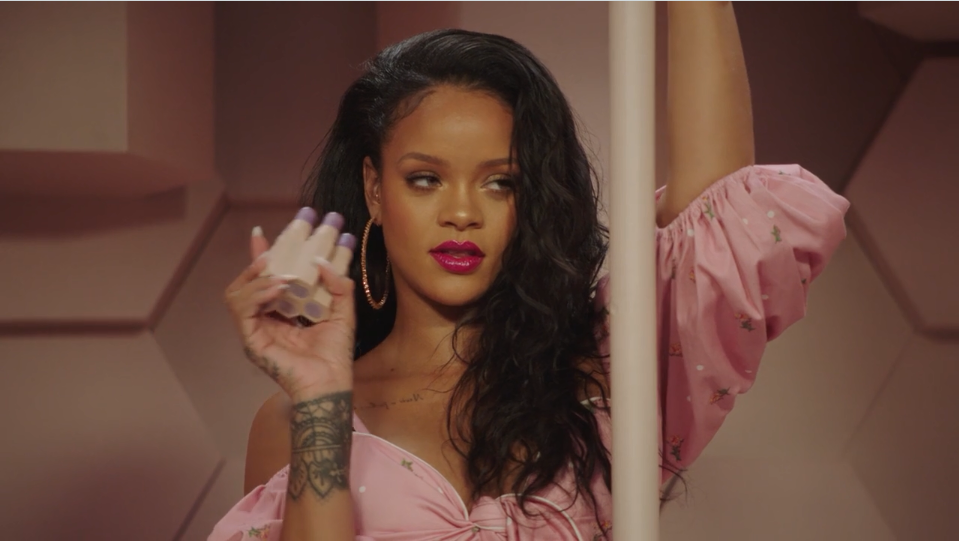
"Diamonds" fez da barbadiana Rihanna a cantora com a maior quantidade de singles número um na tabela.

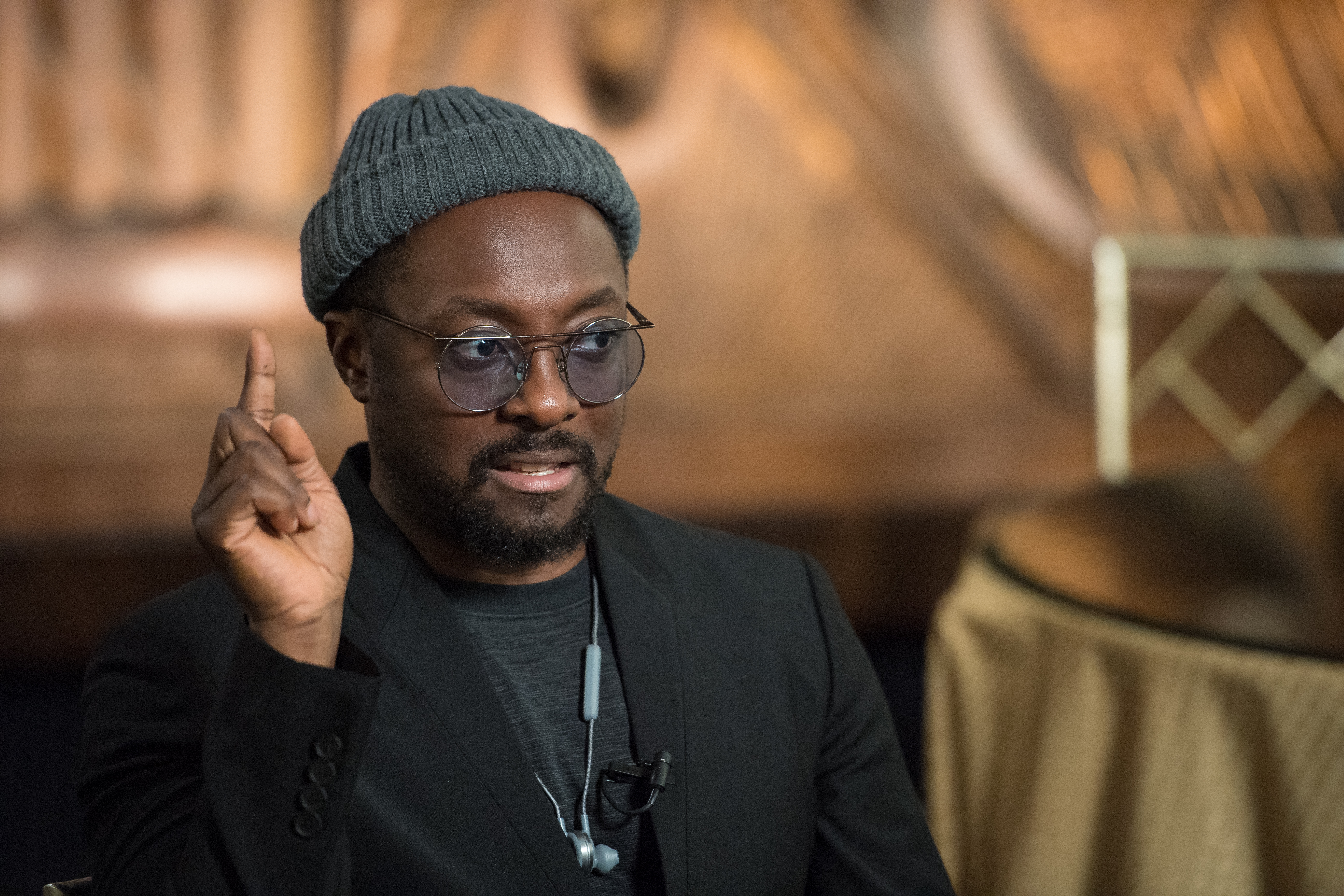
Além de ser a primeira na qual will.i.am é creditado como artista principal a alcançar o topo, "Scream & Shout" quebrou também o recorde de maior salto para o número um na história da tabela.

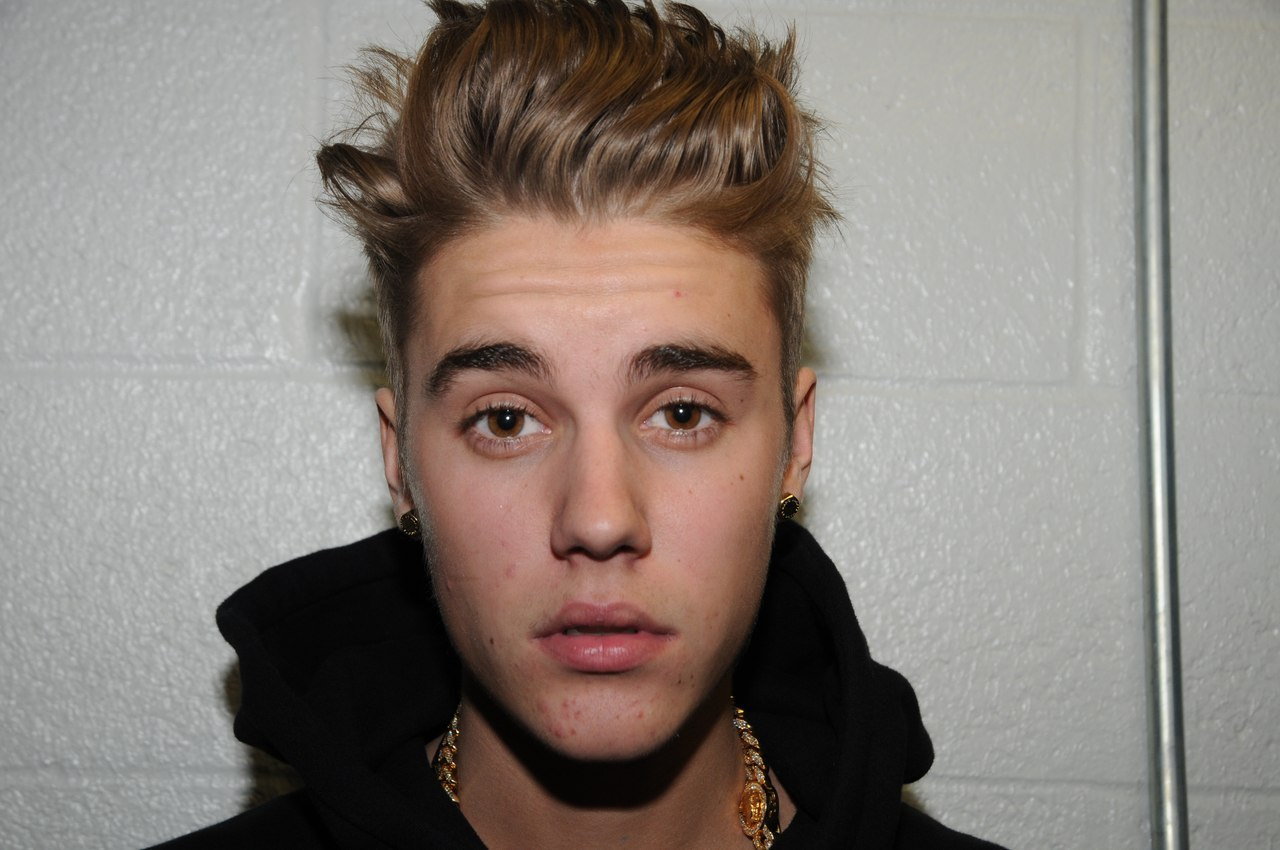
"Boyfriend" foi o primeiro número um do canadiano Justin Bieber e ainda rendeu ao artista a quarta maior venda semanal de sempre.

|  | Denota o single com o melhor desempenho do ano. |

| Data            | Canção                                    | Artista(s)                                   | Vendas | Ref.   |
| --------------- | ----------------------------------------- | -------------------------------------------- | ------ | ------ |
| 7 de Janeiro    | "Sexy and I Know It"                      | LMFAO                                        | 395    | [ 36 ] |
| 14 de Janeiro   | "Sexy and I Know It"                      | LMFAO                                        | 417    | [ 37 ] |
| 21 de Janeiro   | "I Won't Give Up"                         | Jason Mraz                                   | 229    | [ 38 ] |
| 28 de Janeiro   | "Set Fire to the Rain"                    | Adele                                        | 193    | [ 39 ] |
| 4 de Fevereiro  | "Turn Me On"                              | David Guetta com participação de Nicki Minaj | 198    | [ 40 ] |
| 11 de Fevereiro | "Stronger (What Doesn't Kill You)"        | Kelly Clarkson                               | 225    | [ 41 ] |
| 18 de Fevereiro | "Stronger (What Doesn't Kill You)"        | Kelly Clarkson                               | 237    | [ 42 ] |
| 25 de Fevereiro | "We Are Young"                            | fun. com participação de Janelle Monáe       | 296    | [ 43 ] |
| 3 de Março      | "Part of Me"                              | Katy Perry                                   | 411    | [ 44 ] |
| 10 de Março     | "We Are Young"                            | fun. com participação de Janelle Monáe       | 291    | [ 45 ] |
| 17 de Março     | "We Are Young"                            | fun. com participação de Janelle Monáe       | 302    | [ 46 ] |
| 24 de Março     | "We Are Young"                            | fun. com participação de Janelle Monáe       | 322    | [ 47 ] |
| 31 de Março     | "We Are Young"                            | fun. com participação de Janelle Monáe       | 349    | [ 48 ] |
| 7 de Abril      | "We Are Young"                            | fun. com participação de Janelle Monáe       | 387    | [ 49 ] |
| 14 de Abril     | "Boyfriend"                               | Justin Bieber                                | 521    | [ 50 ] |
| 21 de Abril     | "We Are Young"                            | fun. com participação de Janelle Monáe       | 390    | [ 51 ] |
| 28 de Abril     | "Somebody That I Used to Know"            | Gotye com participação de Kimbra             | 542    | [ 52 ] |
| 5 de Maio       | "Payphone"                                | Maroon 5 com participação de Wiz Khalifa     | 493    | [ 53 ] |
| 12 de Maio      | "Somebody That I Used to Know"            | Gotye com participação de Kimbra             | 414    | [ 54 ] |
| 19 de Maio      | "Somebody That I Used to Know"            | Gotye com participação de Kimbra             | 348    | [ 55 ] |
| 26 de Maio      | "Somebody That I Used to Know"            | Gotye com participação de Kimbra             | 321    | [ 56 ] |
| 2 de Junho      | "Call Me Maybe"                           | Carly Rae Jepsen                             | 293    | [ 57 ] |
| 9 de Junho      | "Call Me Maybe"                           | Carly Rae Jepsen                             | 301    | [ 58 ] |
| 16 de Junho     | "Call Me Maybe"                           | Carly Rae Jepsen                             | 284    | [ 59 ] |
| 23 de Junho     | "Call Me Maybe"                           | Carly Rae Jepsen                             | 296    | [ 60 ] |
| 30 de Junho     | "Call Me Maybe"                           | Carly Rae Jepsen                             | 292    | [ 61 ] |
| 7 de Julho      | "Call Me Maybe"                           | Carly Rae Jepsen                             | 263    | [ 62 ] |
| 14 de Julho     | "Call Me Maybe"                           | Carly Rae Jepsen                             | 251    | [ 63 ] |
| 21 de Julho     | "Call Me Maybe"                           | Carly Rae Jepsen                             | 244    | [ 64 ] |
| 28 de Julho     | "Wide Awake"                              | Katy Perry                                   | 205    | [ 65 ] |
| 4 de Agosto     | "Whistle"                                 | Flo Rida                                     | 211    | [ 66 ] |
| 11 de Agosto    | "Whistle"                                 | Flo Rida                                     | 237    | [ 67 ] |
| 18 de Agosto    | "Home"                                    | Phillip Phillips                             | 228    | [ 68 ] |
| 25 de Agosto    | "Whistle"                                 | Flo Rida                                     | 217    | [ 69 ] |
| 1 de Setembro   | "We Are Never Ever Getting Back Together" | Taylor Swift                                 | 623    | [ 70 ] |
| 8 de Setembro   | "We Are Never Ever Getting Back Together" | Taylor Swift                                 | 307    | [ 71 ] |
| 15 de Setembro  | "We Are Never Ever Getting Back Together" | Taylor Swift                                 | 253    | [ 72 ] |
| 22 de Setembro  | "We Are Never Ever Getting Back Together" | Taylor Swift                                 | 284    | [ 73 ] |
| 29 de Setembro  | "We Are Never Ever Getting Back Together" | Taylor Swift                                 | 226    | [ 74 ] |
| 6 de Outubro    | "Gangnam Style"                           | PSY                                          | 301    | [ 75 ] |
| 13 de Outubro   | "Begin Again"                             | Taylor Swift                                 | 299    | [ 76 ] |
| 20 de Outubro   | "Live While We're Young"                  | One Direction                                | 341    | [ 77 ] |
| 27 de Outubro   | "I Knew You Were Trouble."                | Taylor Swift                                 | 416    | [ 78 ] |
| 3 de Novembro   | "Gangnam Style"                           | PSY                                          | 229    | [ 79 ] |
| 10 de Novembro  | "Gangnam Style"                           | PSY                                          | 255    | [ 80 ] |
| 17 de Novembro  | "Gangnam Style"                           | PSY                                          | 226    | [ 81 ] |
| 24 de Novembro  | "Gangnam Style"                           | PSY                                          | 187    | [ 82 ] |
| 1 de Dezembro   | "Diamonds"                                | Rihanna                                      | 171    | [ 83 ] |
| 8 de Dezembro   | "Gangnam Style"                           | PSY                                          | 229    | [ 84 ] |
| 15 de Dezembro  | "Scream & Shout"                          | will.i.am com participação de Britney Spears | 196    | [ 85 ] |
| 22 de Dezembro  | "Locked Out of Heaven"                    | Bruno Mars                                   | 197    | [ 86 ] |
| 29 de Dezembro  | "Locked Out of Heaven"                    | Bruno Mars                                   | 222    | [ 87 ] |